# Мортенсон, Ян
Ян Мортенсон (швед. Jan Mårtenson; род. 14 февраля 1933, Уппсала) — шведский дипломат, политический деятель и детективный писатель.

## Биография
Ян Мортенсон родился в семье военного в Уппсале. В 1960 году окончил юридический факультет Уппсальского университета. В том же году начал работать в Министерство иностранных дел Швеции. С 1961 по 1963 год был атташе шведского посольства в Бразилии (Рио-де-Жанейро). В 1968-1969 годах работал заместителем директора Стокгольмского института исследования проблем мира. 
В дальнейшем Мортенсон занимал различные государственные и дипломатические должности в министерстве иностранных дел, министерстве сельского хозяйства и  ООН. В 1970-ы х годах он был личным секретарём и главой пресс-службы короля Карла XVI Густава, с 1993 по 1996 исполнял обязанности шведского посла в Швейцарии. С 1996 года вновь работает в ООН.
Являлся членом редакционного совета журнала «Детектив и политика».

## Творчество
С начала 1970-х годов Ян Мортенсон также занимается литературной деятельностью. Он автор более чем 50 детективных романов. Наиболее известна его серия романов о стокгольмском антикваре и сыщике-любителе Юхане Хумане.